# Linus Wahlqvist
Rolf Linus Wahlqvist, né le 11 novembre 1996 à Norrköping en Suède, est un footballeur international suédois. Évoluant au poste d'arrière droit, il joue actuellement pour le Pogoń Szczecin.

## Biographie

### En sélection nationale
Avec l'équipe de Suède des moins de 17 ans, il participe à la Coupe du monde des moins de 17 ans 2013, lors de laquelle il est titulaire et joue sept matchs. La Suède termine troisième du mondial, pour sa toute première participation à cette épreuve.
Il reçoit sa première sélection en équipe de Suède le 6 janvier 2016, en amical contre l'Estonie (match nul 1-1 à Abou Dabi).

## Palmarès

### En club
Avec l'IFK Norrköping
- Champion de Suède en 2015
- Vainqueur de la Supercoupe de Suède en 2015

### En sélection nationale
Avec l'équipe de Suède des moins de 17 ans
- Troisième place de la Coupe du monde des moins de 17 ans en 2013

## Statistiques
Le tableau ci-dessous récapitule les statistiques de Linus Wahlqvist lors de sa carrière en club :
| Saison                | Club                  | Championnat           | Championnat | Championnat | Coupe(s) nationale(s) | Coupe(s) nationale(s) | Compétition(s) continentale(s) | Compétition(s) continentale(s) | Compétition(s) continentale(s) | Autres compétitions | Autres compétitions | Autres compétitions | Total | Total |
| Saison                | Club                  | Division              | M.          | B.          | M.                    | B.                    | Comp.                          | M.                             | B.                             | Comp.               | M.                  | B.                  | M.    | B.    |
| 2014                  | IFK Norrköping        | 1                     | 24          | 0           | 1                     | 0                     | -                              | -                              | -                              | -                   | -                   | -                   | 25    | 0     |
| 2015                  | IFK Norrköping        | 1                     | 29          | 3           | 5                     | 0                     | -                              | -                              | -                              | SC                  | 1                   | 0                   | 35    | 3     |
| 2016                  | IFK Norrköping        | 1                     | 28          | 2           | 5                     | 0                     | C1                             | 2                              | 0                              | -                   | -                   | -                   | 35    | 2     |
| Total sur la carrière | Total sur la carrière | Total sur la carrière | 81          | 5           | 11                    | 0                     | -                              | 2                              | 0                              | -                   | 1                   | 0                   | 95    | 5     |